# Quattro notti di un sognatore
Quattro notti di un sognatore (Quatre nuits d'un rêveur) è un film del 1971 diretto da Robert Bresson.
La trama è ispirata dal racconto Le notti bianche di Fëdor Dostoevskij, opera dal forte carattere sentimentale e romantico.
Fu presentato alla Quinzaine des Réalisateurs del 24º Festival di Cannes.

## Trama
Jacques, giovane pittore, una notte vede una ragazza, Marthe, che sta tentando il suicidio buttandosi da un ponte. La salva e tra i due nasce un'amicizia. Lei gli confida di avere tentato quel gesto estremo per una delusione d'amore: da un anno aspetta che il suo uomo torni da lei, dopo che si erano lasciati per un diverbio. Lui d'altronde le aveva lasciato qualche speranza di ritornare. Jacques la ascolta interessato e la rassicura, poi le dà appuntamento sul ponte per le tre notti seguenti, nella speranza che Marthe si accorga dei propri sentimenti verso di lui.